# 苯並［c］菲
苯並[c]菲（英語：Benzo(c)phenanthrene，也称为[4]螺烯，四螺苯）是一种螺烯类多环芳烃，化学式C18H12。性状为白色固体，溶于非极性有机溶剂。它是非平面分子，两端的苯环组成的二面角为26°，因而具有轴手性，因此该化合物在理论研究上引起化学家的兴趣。
苯並[c]菲存在于自然界，是一种弱致癌物质。